# 维多利亚别墅
维多利亚别墅（Villa Victoria）是法国戛纳的一座地中海花园别墅，建于1852-1853年，英国乡村风格，建筑师托马斯·史密斯、约翰·泰勒。1951年别墅再次出售，1952年改造为公寓。
该别墅和花园列为文化遗产。